# Jeżozwierzowate
Jeżozwierzowate jeżozwierze (Hystricidae) – rodzina ssaków z infrarzędu jeżozwierzokształtnych (Hystricognathi) w obrębie rzędu gryzoni (Rodentia). Największym z gatunków jeżozwierzy jest żyjący także w południowej Europie jeżozwierz afrykański (Hystrix cristata). Niekiedy błędnie nazwą „jeżozwierz” określa się żyjące w Ameryce ursony.

## Zasięg występowania
Od południa Europy przez całą Afrykę i Indie do Borneo.

## Charakterystyka
Stronę grzbietową ciała tych zwierząt pokrywają kolce (będące przekształconymi włosami). Jeżozwierzowate są roślinożerne.

## Systematyka
Do rodziny jeżozwierzowatych należą następujące występujące współcześnie rodzaje:
- Trichys Günther, 1877 – skąpokolec – jedynym przedstawicielem jest Trichys fasciculata (G. Shaw, 1801) – skąpokolec malajski
- Atherurus F. Cuvier, 1829 – jeżatka
- Hystrix Linnaeus, 1758 – jeżozwierz

Opisano również rodzaje wymarłe:
- Sivacanthion Colbert, 1933[27] – jedynym przedstawicielem był Sivacanthion complicatus Colbert, 1933
- Xenohystrix Greenwood, 1955[28] – jedynym przedstawicielem był Xenohystrix crassidens Greenwood, 1955